# Yosuke Sakamoto
Yosuke Sakamoto (坂元 要介 Sakamoto Yosuke?), född 12 januari 1974 i Kyoto prefektur, är en japansk tidigare fotbollsspelare.
Sakamoto började sin karriär 1996 i Kyoto Purple Sanga. 1997 flyttade han till Sagawa Express Osaka. Efter Sagawa Express Osaka spelade han för FC Kyoto Bamb. Han avslutade karriären 2002.